# Schoenoplectiella heterophylla
Schoenoplectiella heterophylla är en halvgräsart som först beskrevs av Alfred Ernest Schuyler, och fick sitt nu gällande namn av Kaare Arnstein Lye. Schoenoplectiella heterophylla ingår i släktet Schoenoplectiella och familjen halvgräs.
Artens utbredningsområde är Madagaskar. Inga underarter finns listade i Catalogue of Life.